# Pioneer (Louisiane)
Pioneer est un village de la paroisse de Carroll Ouest, dans l'État de Louisiane, aux États-Unis,. En 2020, il compte une population de 149 habitants.

## Démographie
Lors du recensement de 2010, le village comptait une population de 156 habitants, tandis qu'en 2020, elle s'élève à 149 habitants.